# Vilne, Tomakivka
Vilne (în ucraineană Вільне) este un sat în comuna Novokîiivka din raionul Tomakivka, regiunea Dnipropetrovsk, Ucraina.

## Demografie
Componența lingvistică a localității Vilne
     Ucraineană (94,74%)
     Rusă (5,26%)
Conform recensământului din 2001, majoritatea populației localității Vilne era vorbitoare de ucraineană (94,74%), existând în minoritate și vorbitori de rusă (5,26%).